# Per Engström (1920–2018)
För andra personer med samma namn, se Per Engström
Per-Axel Engström, född 5 oktober 1920 i Huddinge församling i Stockholms län, död 10 maj 2018 i Hultsfred, var en svensk konstnär (tecknare och akvarellmålare).
Per Engström var son till revisor Elof Engström och Wilma Isaacsson.
Engström studerade för Akke Kumlien på Skolan för Bok- och reklamkonst 1943–1944, på Isaac Grünewalds målarskola 1944–1945 och för Karl-Erik Forsberg på Grafisk Formgivning i Stockholm 1950. Han arbetade som formgivare och illustratör av böcker och tidskrifter innan han på 1980-talet blev konstnär på heltid. Han har ställt ut separat bland annat på Galleri Gamla Stan i Eskilstuna och Båstads bibliotek.
Han företog studieresor till Frankrike 1946, Italien 1948 och Spanien 1951.
Han finns representerad vid Nationalmuseum i Stockholm och Goetheuniversitetet i Frankfurt am Main, men också hos olika kommuner och företag.
Första gången var han gift 1944–1961 med Ulla Wihl (1922–2011) och fick två barn, en son (född 1947) och en dotter (född 1953). Andra gången var han gift 1961–1971 med författaren Kerstin Thorvall (1925–2010) och fick en son (född 1962). Tredje gången gifte han sig 1980 med Gunhild Svenonius (född 1942).
Per-Axel Engström är begravd på Uppsala gamla kyrkogård.